# Vehículos de combustible flexible en Brazil

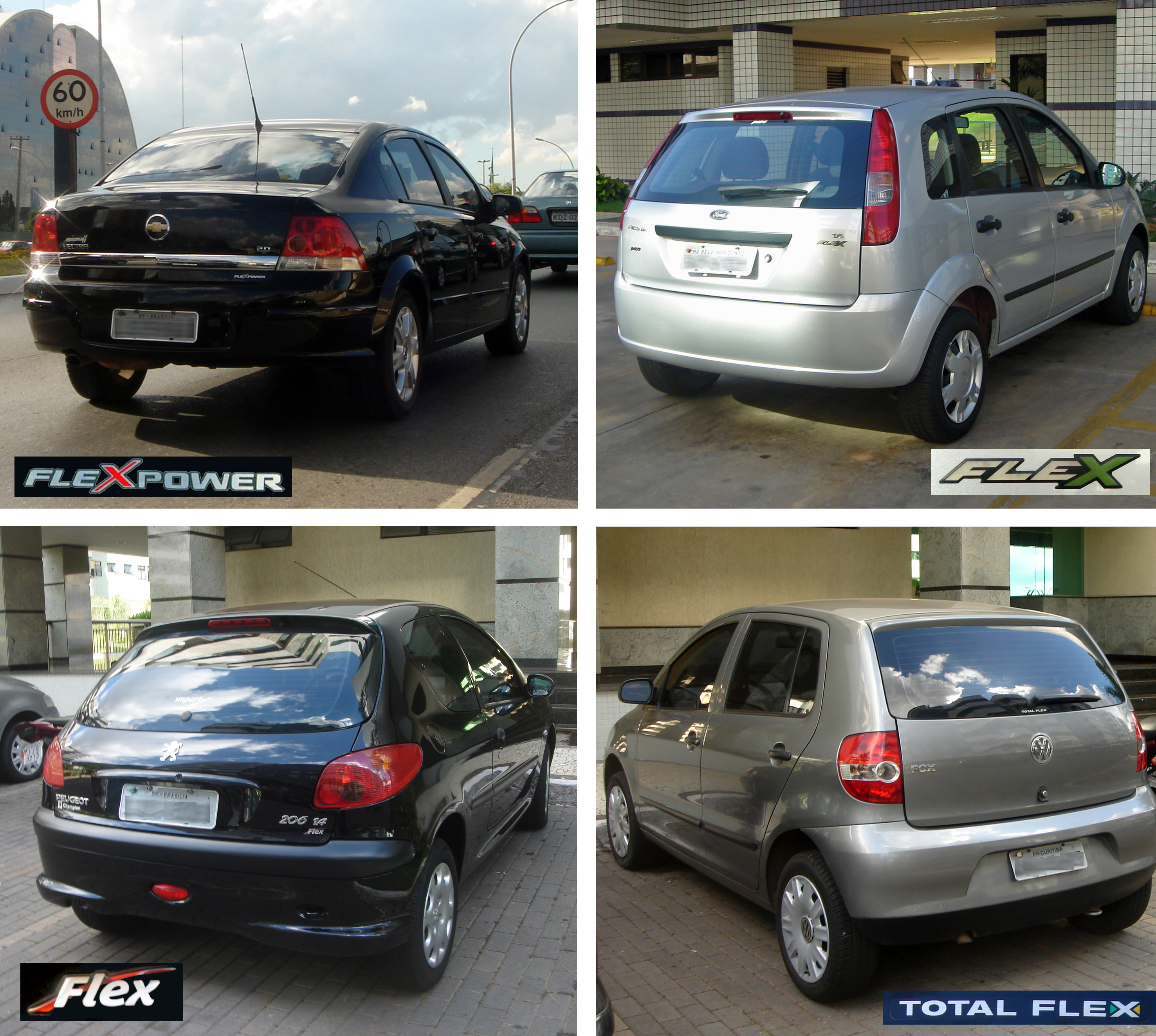
Cuatro modelos típicos de combustible flexibles de fabricantes brasileños, popularmente conocidos como autos "flex", aquello ocurrió en cualquier hibrido de etanol (E100) y E20-E25 gasolina.

La flota de vehículos de combustible flexible en Brasil es el más grandes en el mundo. Desde su introducción al mercado en 2003, un total de 30.5 millones de coches de combustible flexible y camiones de carga ligera estuvieron registrados en el país, y por encima de 6 millones de motocicletas de combustible flexible, ambos por marzo del 2018. La participación de mercado de coches de combustible flexible  y los camiones comerciales de carga ligera representaron 88.6% de todas inscripciones de carga ligera en 2017. Había por encima de 80 modelos de autos y camiones de carga ligeralos disponibles en el mercado fabricados por 14 fabricantes importantes, y cinco modelos de motocicletas de combustible flexible disponibles al mes de diciembre del 2012.
Los vehículos brasileños de combustible flexible están optimizados para correr en cualquier mezcla de E20-E25 gasolina y hasta 100% combustible de etanol hidratado  (E100). Los vehículos flexibles en Brasil están construidos con un tanque de gasolina pequeño para iniciar el motor en frío cuando las temperaturas caen abajo 15 °C (59,0 °F) °C (59 ). En 2009 fue lanzada una nueva generación de motores flexibles la cual eliminó la necesidad del tanque de gasolina secundario.
Según dos diferentes estudios de investigación que se realizaron en 2009, el 65% de los vehículos de combustible flexible registrados uso regularmente combustible de etanol, y el uso sube a 93% en los propietarios de autos flexibles en São Paulo, que es el principal estado productor de Etanol donde los impuestos locales son más bajos, y los precios más competitivos que la gasolina. Aun así, a raíz del alza de los precios de etanol causada por la crisis de industria de etanol brasileña que empezó en 2009, para el mes de noviembre del 2013 sólo el 23% de los propietarios de vehículos flexibles utilizaban etanol regularmente, una reducción  del 66% comparado con el 2009.

## Historia

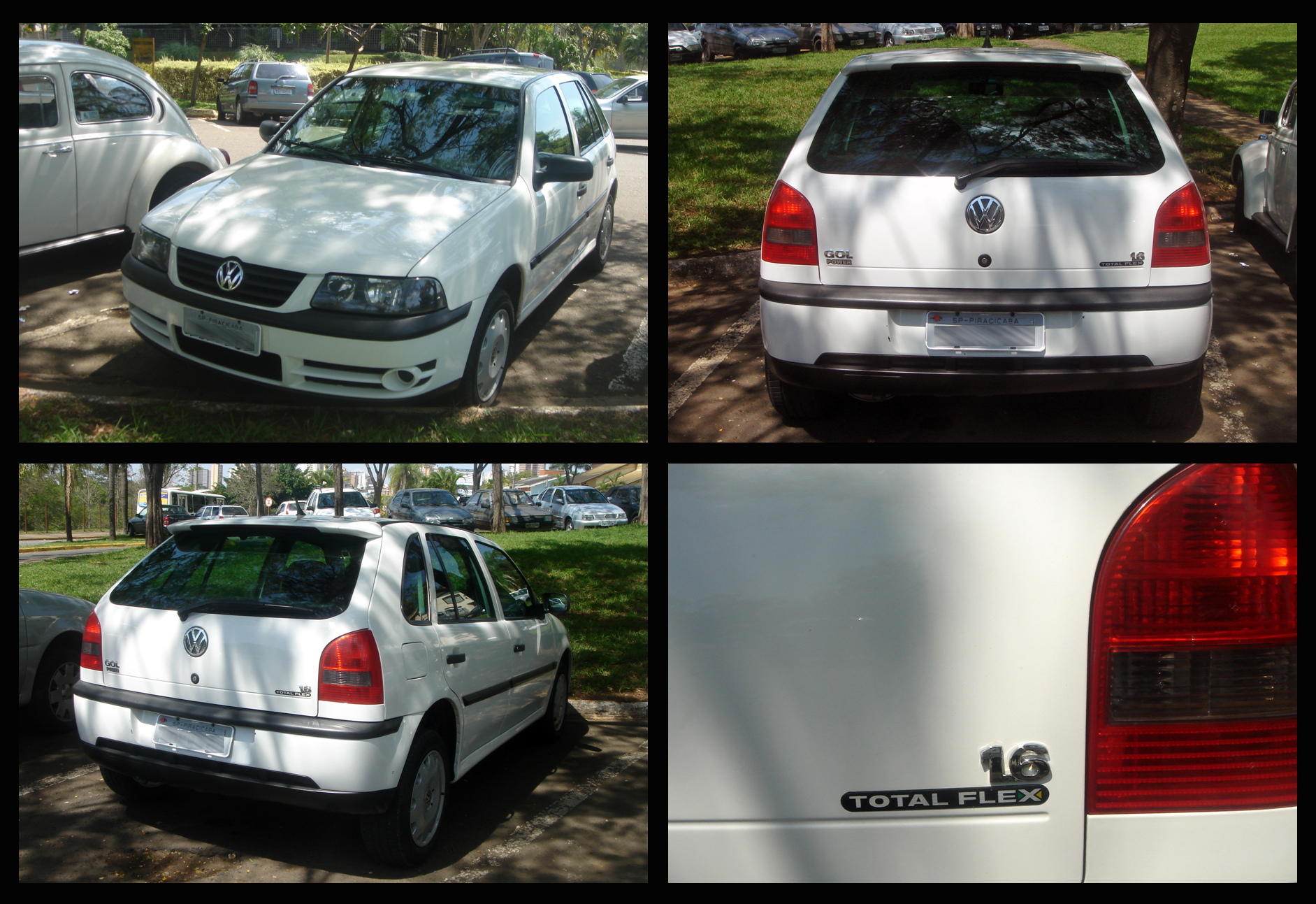
El VW Gol 1.6 Total Flex brasileño del 2003 fue el primer carro de combustible flexible capaz de correr en cualquier mezcla de gasolina y etanol.

Después de la crisis de aceite del 1973, el gobierno brasileño hizo obligatorio el uso de etanol mezclado  con gasolina, y en el año 1979 se lanzaron los autos que funcionaban sólo con etanol  (solo E100), después de probar varios prototipos de cuatro diferente productores de coches. los productores de vehículos Brasileños modificaron los motores de gasolina para que pudieran funcionar con las características del etanol y los cambios incluyeron proporción de compresión, cantidad de combustible inyectado, sustitución de materiales que se corroerían por el contacto con etanol, uso de bujías más frías  capaces de disipar el calor debido a temperaturas de llama más alta, y un sistema de inicio frío auxiliar que inyecta gasolina de un tanque pequeño en el compartimento de motor para ayudar a iniciar el motor cuándo está frío.
La tecnología de combustible flexible empezó a ser desarrollada sólo por el final de la década de 1990 por ingenieros brasileños y en marzo del 2003 Volkswagen de Brasil lanzó en el mercado el Gol 1.6 Total Flex, el primer vehículo comercial de combustible flexible capaz de correr en cualquier mezcla de gasolina y etanol.

## Tecnología

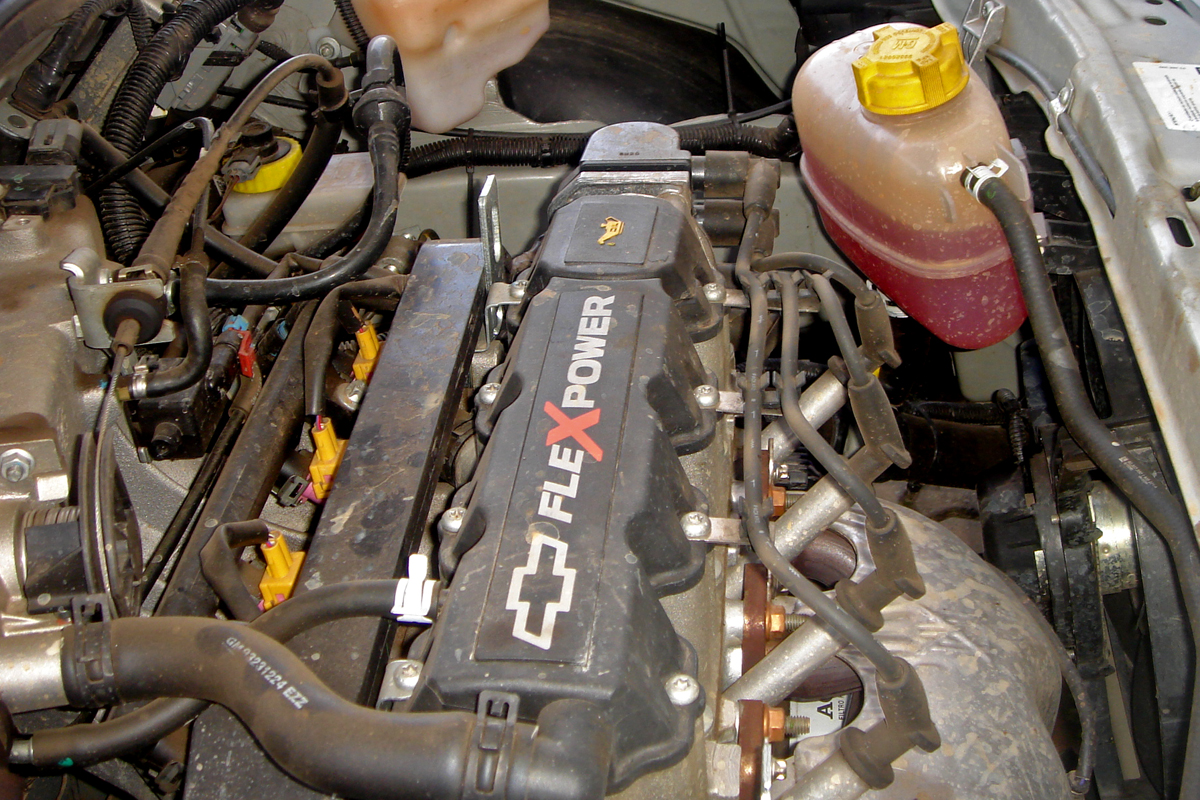
Típico motor de combustible flexible brasileño con embalse de gasolina secundaria para iniciar el motor en frío en temperaturas abajo 15 °C.

El coche brasileño de combustible flexible está construido con un motor de etanol preparado y un tanque para ambos combustibles. El envase de gasolina pequeño para empezar el motor con etanol puro en clima frío, utilizado vehículos más antiguos que funcionaban sólo con etanol, se mantuvo en la primera generación de coches de combustible flexible brasileños, principalmente para usuarios de las regiones centrales y del sur, donde las temperaturas de invierno normalmente caen abajo15 °C (59 F). Una generación de motor flexible fue lanzada en el año 2009 que permitió que se removiera el envase de gasolina secundario.
Una innovación clave en la tecnología flex brasileña fue evitar la necesidad de un sensor dedicado adicional para monitorear la mezcla de etanol y gasolina, lo que hizo que los primeros vehículos estadounidenses de combustible flexible M85 fueran demasiado costosos. Esto se logró a través de la sonda lambda, que se utiliza para medir la calidad de combustión en motores convencionales, también se requiere para decirle a la unidad de control del motor (ECU) qué mezcla de gasolina y alcohol se está quemando. Esta tarea se realiza automáticamente a través de un software desarrollado por ingenieros brasileños, denominado "Software Fuel Sensor" (SFS), que se alimenta con datos de los sensores estándar ya integrados en el vehículo. La tecnología fue desarrollada por la subsidiaria brasileña de Bosch en 1994, pero fue mejorada e implementada comercialmente en 2003 por la subsidiaria italiana de Magneti Marelli, ubicada en Hortolândia, São Paulo. Una tecnología similar de inyección de combustible fue desarrollada por la filial brasileña de Delphi Automotive Systems, y se denomina "Multifuel", con base en una investigación realizada en su planta de Piracicaba, São Paulo. Esta tecnología permite que el controlador regule la cantidad de combustible inyectado y el tiempo de encendido, ya que el flujo de combustible debe reducirse y también debe evitarse la autocombustión cuando se usa gasolina porque los motores de etanol tienen una relación de compresión de alrededor de 12: 1, demasiado alta para gasolina.
Los motores brasileños flexibles se están diseñando con relaciones de compresión más altas, aprovechando las mezclas más altas de etanol y maximizando los beneficios del mayor contenido de oxígeno del etanol, lo que resulta en emisiones más bajas y mejora la eficiencia del combustible. La siguiente tabla muestra la evolución y mejora de las diferentes generaciones de motores flex desarrollados en Brasil.
| Comparación de rendimiento de varias generaciones de brasileños flex-motores de combustible(cambio de espectáculo de los Porcentajes en rendimiento cuando comparado con utilizar gasolina) | Comparación de rendimiento de varias generaciones de brasileños flex-motores de combustible(cambio de espectáculo de los Porcentajes en rendimiento cuando comparado con utilizar gasolina) | Comparación de rendimiento de varias generaciones de brasileños flex-motores de combustible(cambio de espectáculo de los Porcentajes en rendimiento cuando comparado con utilizar gasolina) | Comparación de rendimiento de varias generaciones de brasileños flex-motores de combustible(cambio de espectáculo de los Porcentajes en rendimiento cuando comparado con utilizar gasolina) | Comparación de rendimiento de varias generaciones de brasileños flex-motores de combustible(cambio de espectáculo de los Porcentajes en rendimiento cuando comparado con utilizar gasolina) | Comparación de rendimiento de varias generaciones de brasileños flex-motores de combustible(cambio de espectáculo de los Porcentajes en rendimiento cuando comparado con utilizar gasolina) |
| Año | Proporción de compresión del motor | Capacidad del motor | Torque del motor | Mejora de eficacia del combustible | Inyección de gasolina sistema de inicio frío |
| --- | --- | --- | --- | --- | --- |
| 2003 | 9.0:1 a 10.5:1 | +3% | +2% | -25 a -35% | Sí |
| 2006 | 11.0:1 a 12.5:1 | +7% | +5% | -25 a -30% | Sí |
| 2008 | 12.0:1 a 13.5:1 | +9% | +7% | -20 a -25% | No |
| Fuente: Joseph (2007) en La Sociedad Real (2008), "biocombustibles Sostenibles: perspectivas y retos".                                                                                      | | | | | |

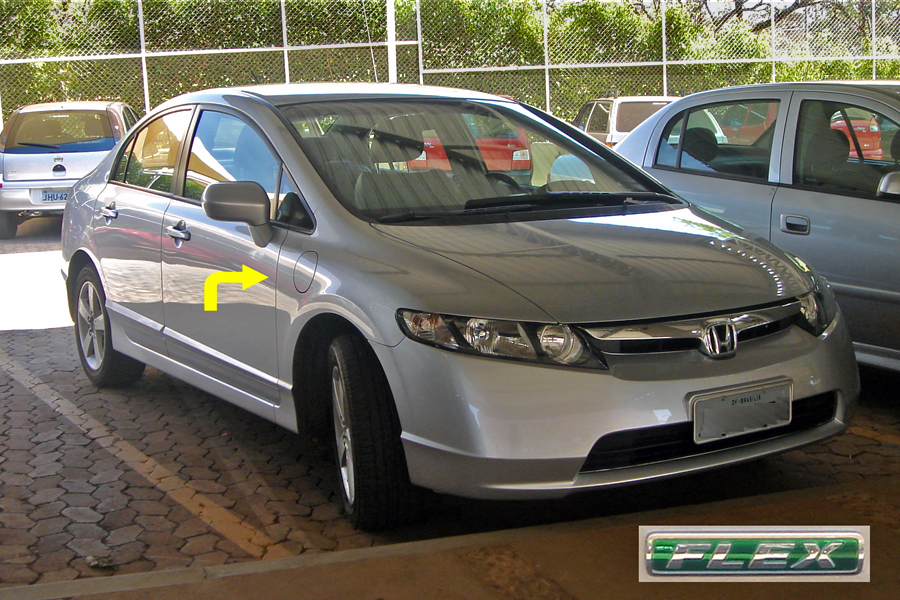
El Honda Civic Flex brasileño 2008 tiene acceso exterior al tanque de depósito de gasolina secundario desde el exterior, que se muestra con la flecha en el lado frontal derecho.

Los autos flex brasileños son capaces de funcionar solo con etanol hidratado (E100), o solo con una mezcla de gasolina con 20 a 25% de etanol sin hidratar, o con cualquier combinación arbitraria de ambos combustibles. La gasolina pura ya no se vende en el país porque estas mezclas con alto contenido de etanol son obligatorias desde 1993. Por lo tanto, todos los fabricantes de automóviles brasileños han optimizado los vehículos flexibles para funcionar con mezclas de gasolina de E20 a E25, por lo que estos FFV no pueden funcionar sin problemas con gasolina pura, con la excepción de dos modelos que se construyen específicamente con un motor de combustible flexible optimizado para funcionar también con gasolina pura (E0), el Renault Clio Hi-Flex y el Fiat Siena Tetrafuel.
La flexibilidad de las FFV brasileñas permite a los consumidores elegir el combustible en función de los precios actuales del mercado. Como la economía de combustible de etanol es menor que la gasolina debido a que el contenido de energía del etanol es cerca de un 34% menos por unidad de volumen que la gasolina, los autos flexibles que funcionan con etanol obtienen un kilometraje menor que cuando funcionan con gasolina pura. Sin embargo, este efecto se compensa parcialmente con el precio por litro de combustible de etanol, que suele ser más bajo. Como regla general, los medios de comunicación aconsejan a los consumidores brasileños que usen más alcohol que gasolina en su mezcla solo cuando los precios del etanol son un 30% más bajos o más que la gasolina, ya que el precio del etanol fluctúa mucho según el resultado de las cosechas estacionales de caña de azúcar.

## Producción y participación de mercado

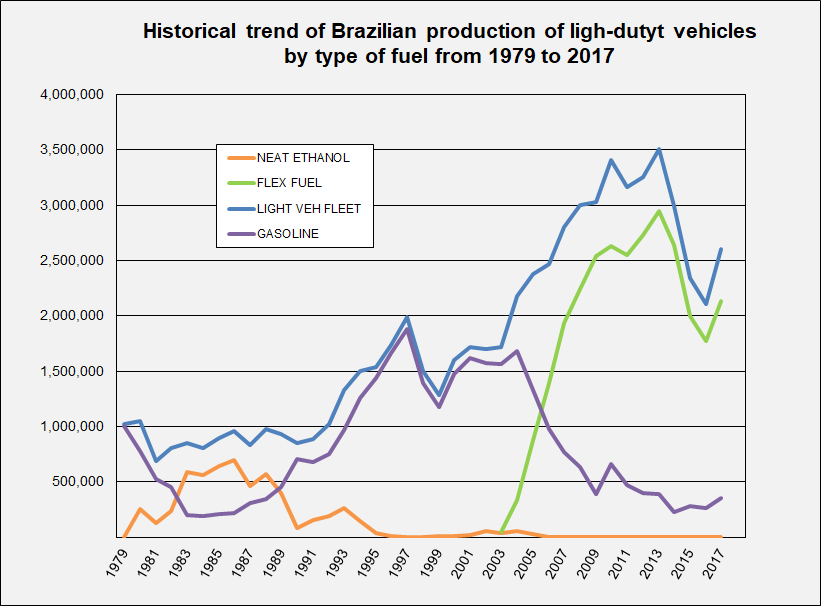
Tendencia histórica de la producción brasileña de vehículos ligeros por tipo de combustible, etanol puro, combustible flexible y vehículos propulsados por gasolina de 1979 a 2017.

Después del lanzamiento al mercado del Gol 1.6 Total Flex, el primer vehículo comercial de combustible flexible capaz de funcionar con cualquier mezcla de gasolina y etanol, GM do Brasil siguió tres meses después con el Chevrolet Corsa 1.8 Flexpower, utilizando un motor desarrollado por una empresa conjunta con Fiat llamado PowerTrain. En julio de 2013, los siguientes 14 fabricantes de automóviles fabricaron y vendieron  vehículos de combustible flexible en Brasil: Citroën, Chery, Fiat, Ford, GM do Brasil (Chevrolet), Honda, Hyundai, Kia Motors, Mitsubishi, Nissan, Peugeot, Renault, Toyota y Volkswagen.
Los vehículos "flex" representaron 22% de las ventas de autos nuevos en 2004, subió  a  un  73% en 2005. y las ventas alcanzaron el 87,6% en julio de 2008. La producción de automóviles de combustible flexible y vehículos comerciales ligeros desde 2003 alcanzó los 10 millones de vehículos en marzo de 2010 y los 15 millones en enero de 2012. Las matriculaciones de automóviles y camiones ligeros de combustible flexible representaron el 87.0% de todos los vehículos de pasajeros y de servicio liviano vendidos en el país en 2012. La producción superó la marca de 20 millones de unidades en junio de 2013.
A fines de 2014, los automóviles de combustible flexible representaban el 54% del stock registrado brasileño de vehículos ligeros, mientras que los vehículos de gasolina representaban el 34,3%. A junio de 2015, las ventas de vehículos ligeros de combustible flexible totalizaron 25,5 millones de unidades. La cuota de mercado de los vehículos flexibles alcanzó el 88,6% de todas las matriculaciones de vehículos ligeros en 2017. En marzo de 2018, quince años después del lanzamiento del primer automóvil de combustible flexible, había 30,5 millones de automóviles y camionetas ligeras registrados en el país, y 6 millones de motocicletas flexibles.
El rápido éxito de los vehículos flexibles fue posible gracias a la existencia de 33.000 estaciones de servicio con al menos una bomba de etanol disponible en 2006, una herencia del  reciente programa de etanol Pró-Álcool. Estos hechos, junto con el uso obligatorio de la mezcla de gasolina E25 en todo el país, permitieron a Brasil alcanzar en 2008 más del 50% del consumo de combustible en el mercado de la gasolina a partir de etanol de caña de azúcar.
Según dos estudios de investigación separados llevados a cabo en 2009, a nivel nacional, el 65% de los vehículos registrados de combustible flexible usaban regularmente combustible de etanol, y el uso subió al 93% en São Paulo, el principal estado productor de etanol donde los impuestos locales son más bajos, y Los precios de E100 en el surtidor suelen ser más competitivos que los de la gasolina. Sin embargo, como resultado de los precios más altos del etanol causados por la crisis de la industria brasileña del etanol que comenzó en 2009, combinada con los subsidios gubernamentales establecidos para mantener el precio de la gasolina por debajo del valor del mercado internacional, en noviembre de 2013 solo el 23% de los propietarios de automóviles de combustible flexible estaban usando etanol con regularidad, frente al 66% en 2009.
| 2003 | 39,853                | 9,411                       | 49,264                                        | 2.9                                                              |                              |                                           |
| Año | Autos Flex producidos | Camiones ligeros producidos | Total de vehículos de carga ligera producidos | Porcentaje de vehículos flexibles del total de vehículos ligeros | Motocicletas Flex producidas | Porcentaje del total de motocicletas Flex |
| 2004 | 282,710               | 49,797                      | 332,507                                       | 15.2                                                             |                              |                                           |
| 2005 | 820,791               | 60,150                      | 880,941                                       | 37.1                                                             |                              |                                           |
| 2006 | 1,291,913             | 100,142                     | 1,392,055                                     | 56.3                                                             |                              |                                           |
| 2007 | 1,764,494             | 172,437                     | 1,936,931                                     | 69.1                                                             |                              |                                           |
| 2008 | 2,026,768             | 216,800                     | 2,243,648                                     | 74.7                                                             |                              |                                           |
| 2009 | 2,298,942             | 242,211                     | 2,541,153                                     | 84.0                                                             | 188,494                      | 12.2                                      |
| 2010 | 2,311,721             | 315,380                     | 2,627,111                                     | 77.1                                                             | 332,351                      | 18.2                                      |
| 2011 | 2,215,548             | 335,234                     | 2,550,782                                     | 80.7                                                             | 956,117                      | 44.7                                      |
| 2012 | 2,418,397             | 313,663                     | 2,732,060                                     | 83.9                                                             | 814,110                      | 48.2                                      |
| 2013 | 2,616,845             | 333,766                     | 2,950,611                                     | 84.2                                                             | NA                           |                                           |
| 2014 | 2,291,115             | 346,607                     | 2,637,722                                     | 88.2                                                             | NA                           |                                           |
| 2015 | 1,785,284             | 212,473                     | 1,997,757                                     | 85.4                                                             | NA                           |                                           |
| 2016 | 1,605,855             | 164,813                     | 1,770,668                                     | 84.0                                                             | NA                           |                                           |
| 2017 | 1,923,143             | 207,035                     | 2,130,178                                     | 81.9                                                             | NA                           |                                           |
| Total 2003-17 | 25,693,379            | 3,080,009                   | 28,773,388                                    | 70.3                                                             | 2,291,072                    | 31.8                                      |
| Sources: Cars and light trucks: ANFAVEA (2003-2017). Motorcycles: ABRACICLO 2009, 2010, 2011, and 2012. Notes: (1) Includes exports and excludes flex imports from the other Mercosur countries. (2) Total includes gasoline, neat ethanol, flex, and diesel-powered vehicles. (3) Total between 2009 and 2012 only |                       |                             |                                               |                                                                  |                              |                                           |

### Motocicletas de combustible flexible

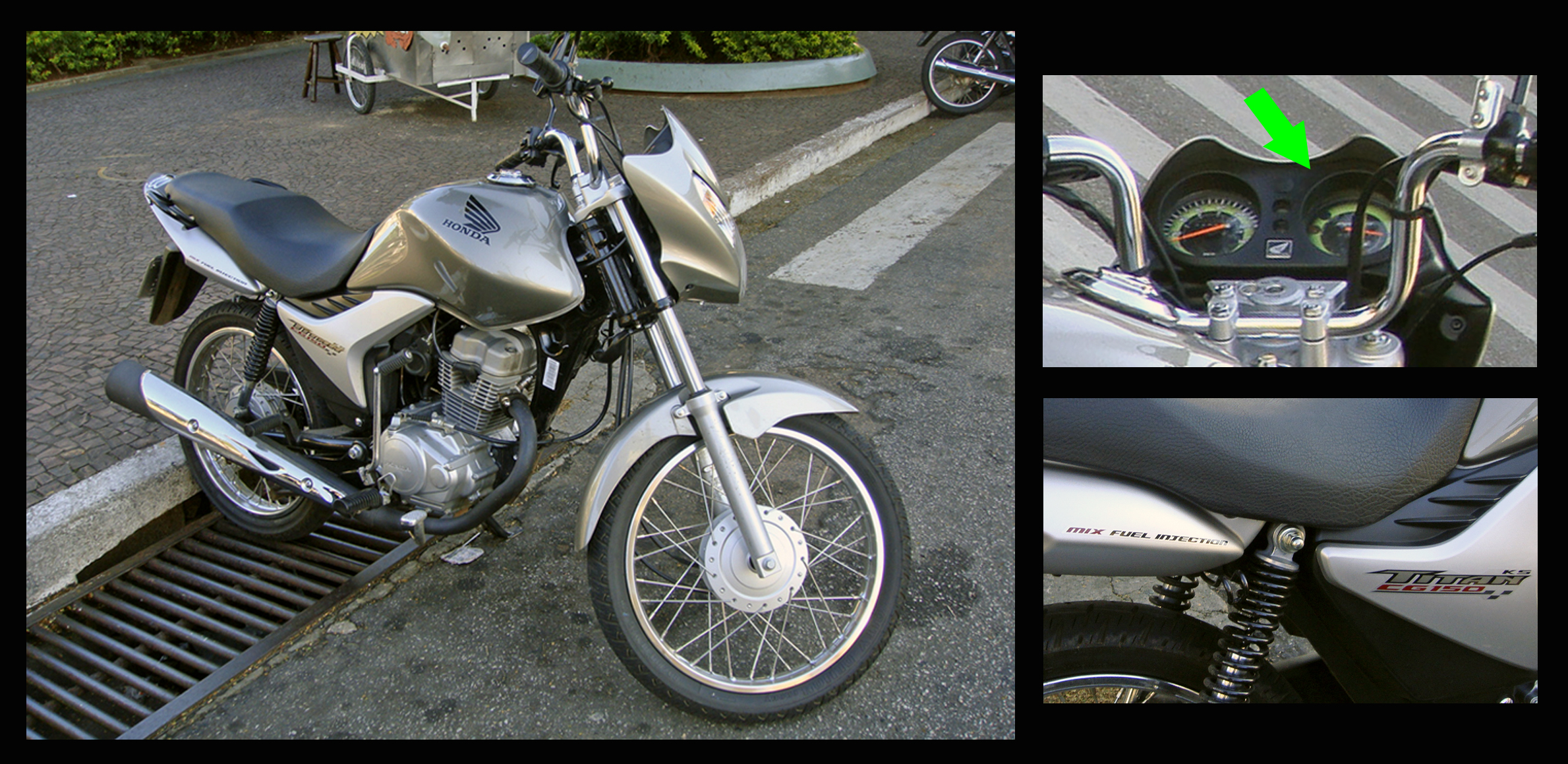
El Honda CG 150 Mezcla de @Titan fue la primera motocicleta de combustible flexible vendida en el mundo. El indicador de combustible tiene una señal de advertencia que indica la cantidad mínima de gasolina en la mezcla requerida para evitar problemas de inicio frío.

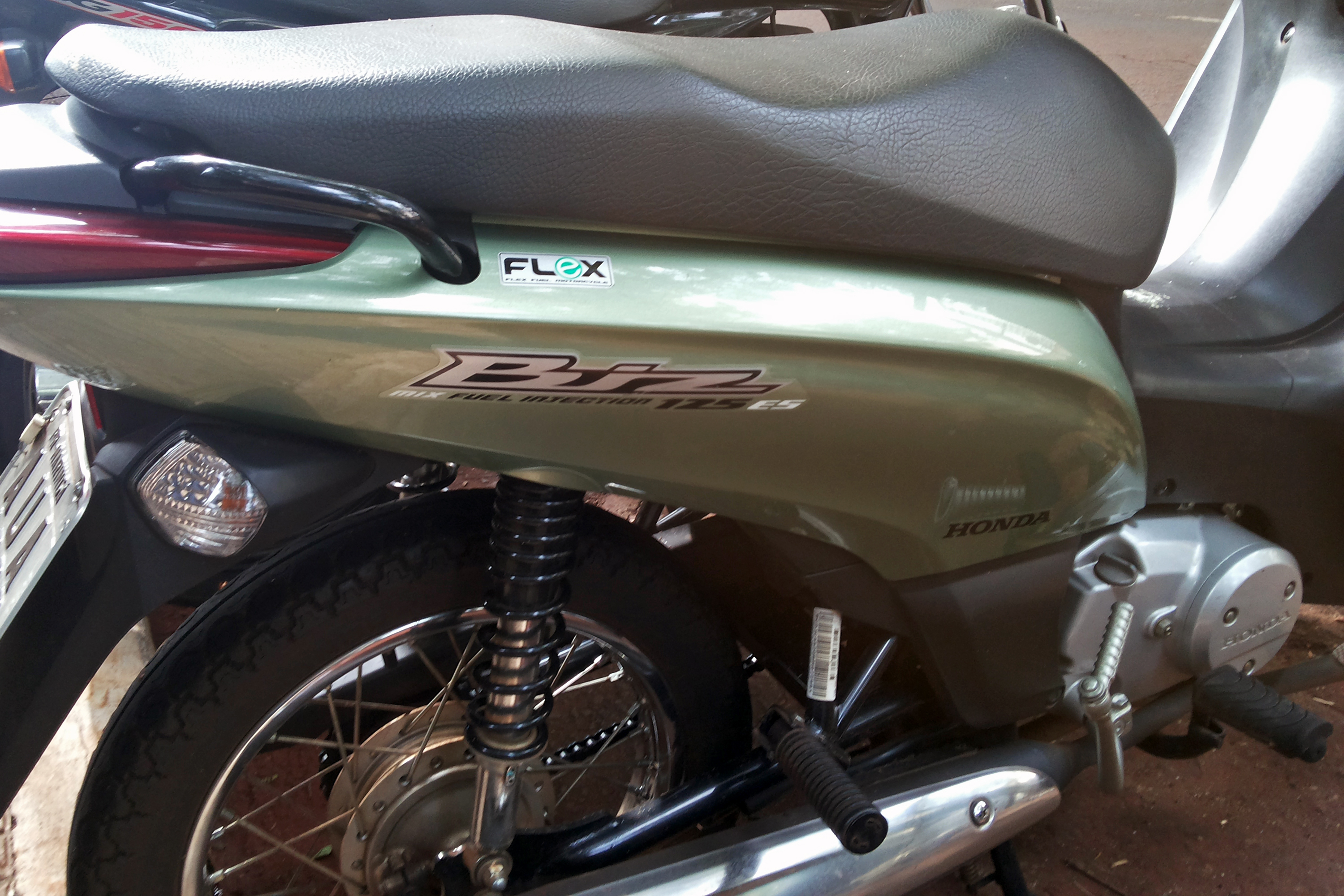
El Honda Biz 125 flex es uno de las cinco motocicletas de combustible flexible disponibles en Brasil

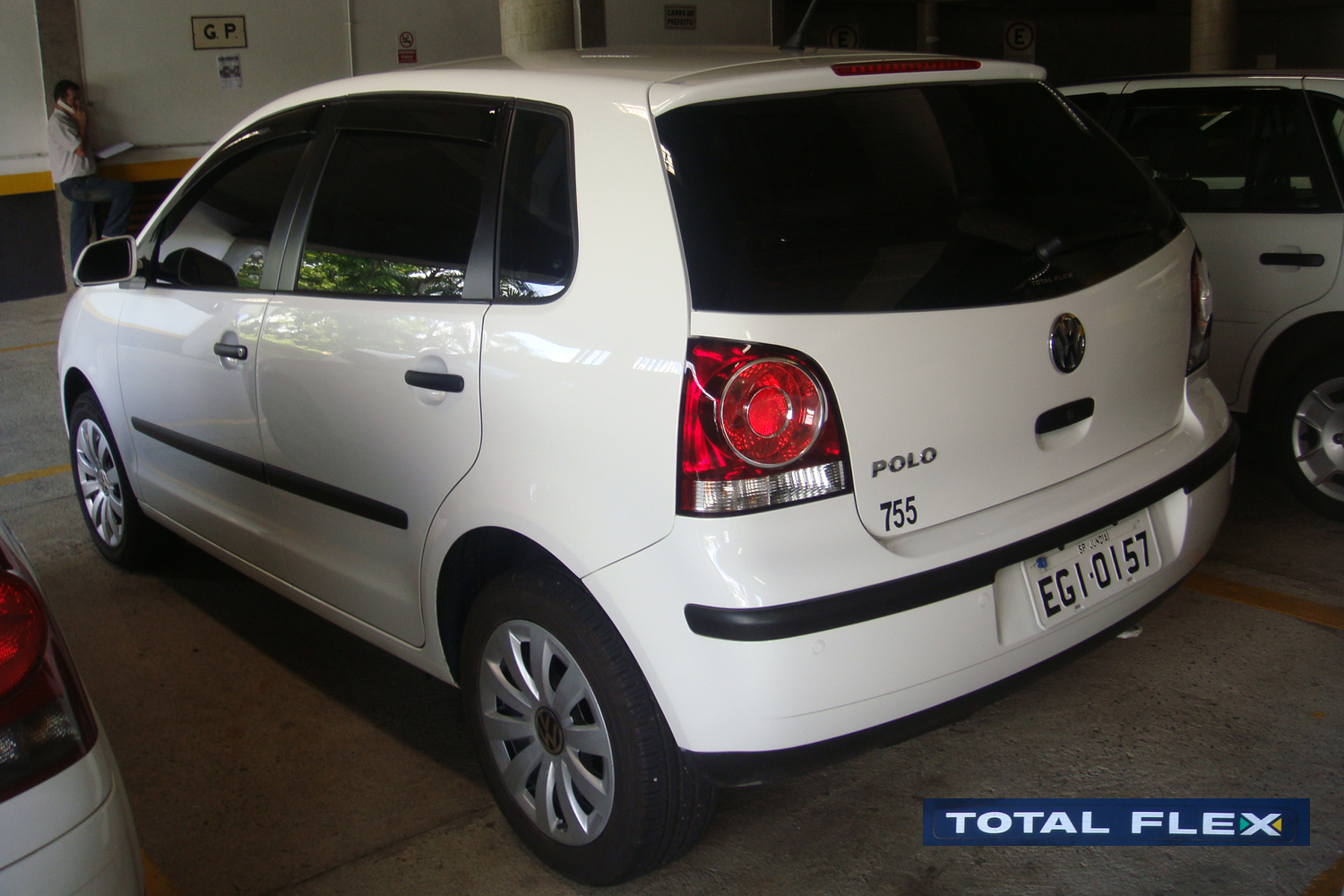
El brasileño Volkswagen Polo E-Flex 2009 fue el primer modelo de combustible flexible sin un tanque auxiliar para inicio frío.

La última innovación dentro de la tecnología de combustible de Brasil, es el desarrollo de motocicletas de combustible flexibles. En 2007, Magneti Marelli presentó la primera motocicleta con tecnología flex, adaptada en un Kasinski Seta 125, y basada en el Software Fuel Sensor (SFS) que fue desarrollada para los coches de combustible flexible en Brasil. Delphi Automotive Systems también presentó en 2007 su tecnología de inyección multicombustible para motocicletas. Además de la flexibilidad en la elección de los combustibles, uno de los principales objetivos de las motocicletas de combustible flexible es reducir las emisiones de CO2 en un 20%, y se espera un ahorro del 5% al 10% en el consumo de combustible. Las motocicletas AME Amazonas anunciaron que las ventas de su motocicleta AME GA (G significa gasolina y A para alcohol) estaban programadas para 2009, pero la primera motocicleta de combustible flexible fue lanzada por Honda en marzo de 2009. Producida por su filial brasileña Moto Honda da Amazônia, la CG 150 Titan Mix se vende por alrededor de US$2700.
Debido a que el CG 150 Titan Mix no tiene un tanque de gasolina secundario para un arranque en frío como lo hacen los autos flex brasileños, el tanque debe tener al menos un 20% de gasolina para evitar problemas de arranque a temperaturas inferiores 15 °C (59,0 °F). El panel de la motocicleta incluye un medidor para advertir al conductor sobre la mezcla real de etanol y gasolina en el tanque de almacenamiento. En septiembre de 2009, Honda lanzó una segunda motocicleta de combustible flexible, la on-off-road Mezcla NXR 150 Bros. Durante los primeros ocho meses después de su lanzamiento al mercado, la CG 150 Titan Mix vendió 139.059 motocicletas, logrando un 10,6% de la cuota de mercado, y segundo en ventas de motocicletas nuevas en el mercado brasileño en octubre de 2009, y a finales de año, ambas motocicletas Honda de combustible flexible vendieron un total de 183.375 unidades, lo que representa un 11,4% de la cuota de mercado de las nuevas motocicletas brasileñas en ese año. Las ventas acumuladas de ambas motocicletas flex fuel alcanzaron las 515.726 unidades en 2010, y las ventas en ese año representaron el 18,15% de todas las motocicletas producidas.
Otras dos motocicletas de combustible flexible fabricadas por Honda se lanzaron en octubre de 2010 y enero de 2011, la GC 150 FAN y la Honda BIZ 125 Flex. Durante 2011 se produjeron un total de 956.117 motocicletas de combustible flexible, elevando su cuota de mercado al 56,7%. La producción acumulada de los cuatro modelos de combustible flexible disponibles desde 2009 alcanzó los 1,48 millones de unidades en diciembre de 2011. La marca de los 2 millones se alcanzó en agosto de 2012. La producción de motocicletas de combustible flexible superó el hito de 3 de millones de unidades en octubre de 2013, y superó los 4 millones en marzo de 2015.

### Nueva generación de motores flexibles
Las filiales brasileñas de Magneti Marelli, Delphi y Bosch han desarrollado y anunciado la introducción en 2009 de una nueva generación de motores flexibles que elimina la necesidad del tanque de gasolina secundario al calentar el combustible de etanol durante el arranque, y permitir que los vehículos flexibles hagan un arranque en frío normal a temperaturas tan bajas como−5 °C (23,0 °F), la temperatura más baja esperada en cualquier parte del territorio brasileño. Otra mejora es la reducción del consumo de combustible y las emisiones del tubo de escape, entre un 10% y un 15% en comparación con los motores flexibles vendidos en 2008. En marzo de 2009 Volkswagen do Brasil lanzó el Polo E-Flex, el primer modelo de combustible flexible sin tanque auxiliar para arranque en frío. El sistema de arranque flexible utilizado por el Polo fue desarrollado por Bosch.

### Inyección directa
En 2013, Ford lanzó el primer automóvil flex fuel con inyección directa: el Focus 2.0 Duratec Direct Flex.

### Flex híbrido

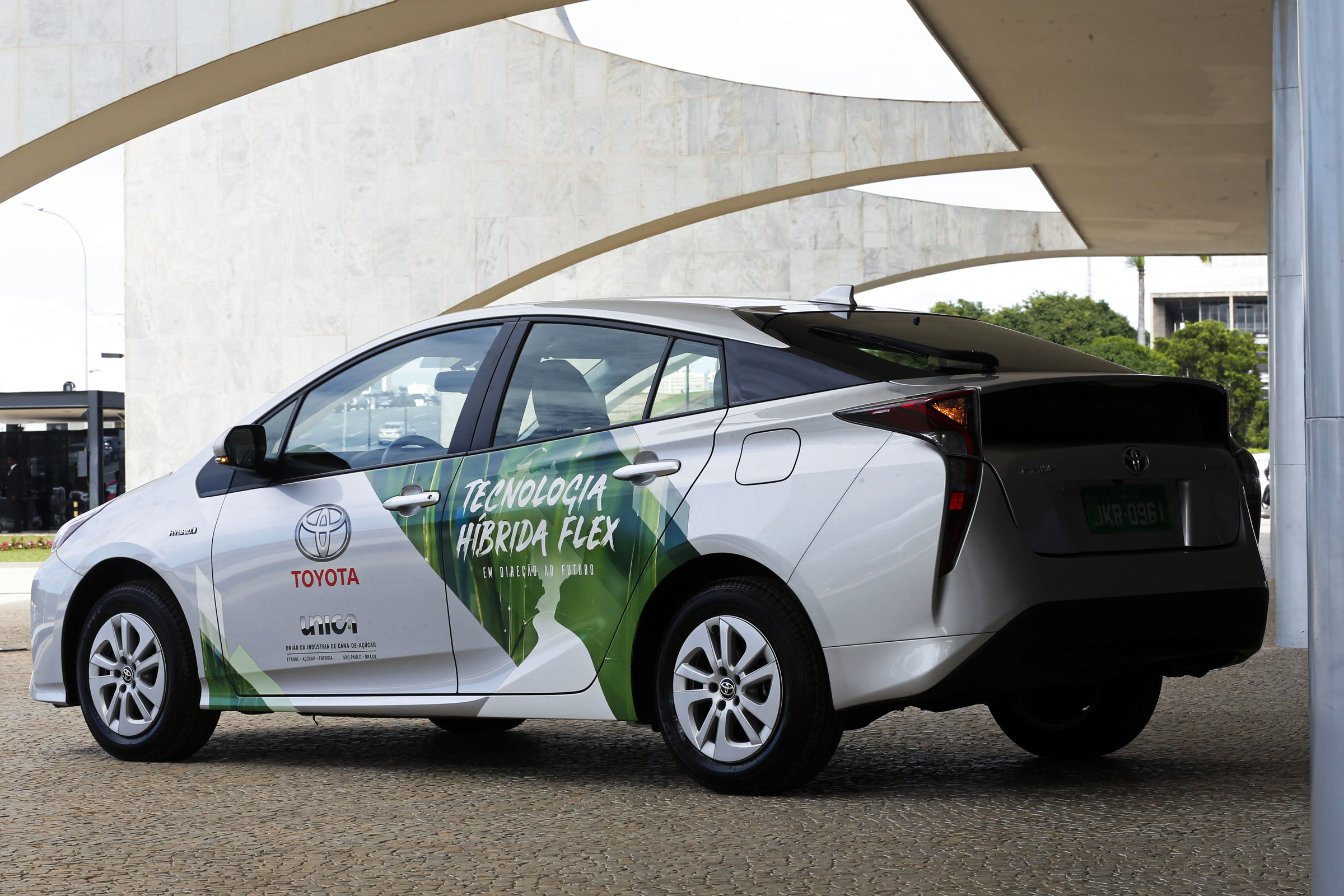
Primer anuncio combustible flexible coche eléctrico híbrido probado con un Toyota Prius como objeto de desarrollo.

En diciembre de 2018, Toyota do Brasil anunció el desarrollo del primer coche eléctrico híbrido comercial del mundo con motor de combustible flexible capaz de funcionar con electricidad y combustible de etanol o gasolina. La tecnología híbrida de combustible flexible se desarrolló en asociación con varias universidades federales de Brasil y se probó un prototipo durante seis meses utilizando un Toyota Prius como objeto de desarrollo. Toyota planea invertir acerca de US$300 million en una de sus plantas brasileñas existentes para iniciar la producción de un automóvil eléctrico híbrido flexible para el mercado brasileño en la segunda mitad de 2019.
Toyota explicó que el desarrollo del híbrido flex comercial fue posible gracias a la "Rota 2030" (Español: Hoja de ruta 2030) Programa Federal que, a partir de 2019, reduce los impuestos de compra para los clientes y proporciona créditos fiscales durante los próximos cinco años para aquellos fabricantes de automóviles que inviertan en nuevas tecnologías para fabricar en el país vehículos más eficientes y menos contaminantes.
El Duodécima generación de Toyota Corolla estará disponible con una versión híbrida flexible disponible a partir de octubre de 2019, lo que lo convierte en el primer automóvil de combustible flexible en Brasil y en el mundo.

## Lista de vehículos de combustible flexible producidos actualmente

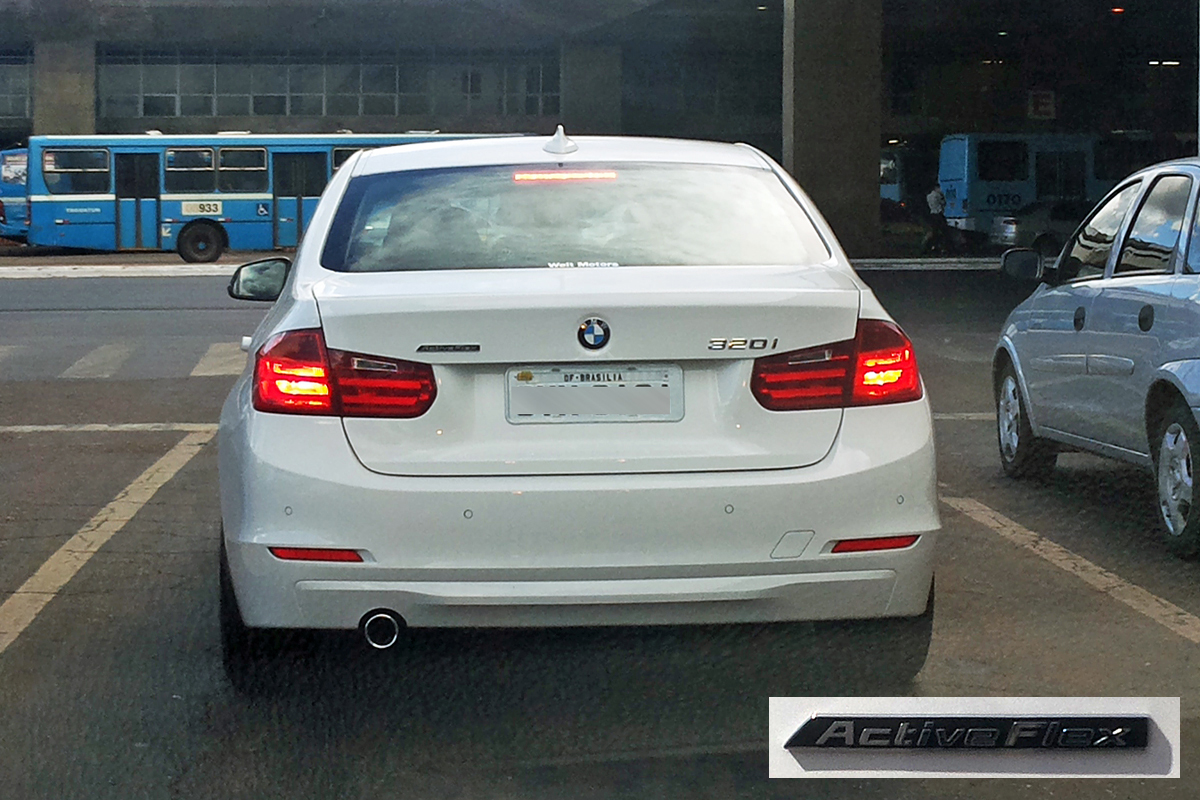
BMW 320i ActiveFlex

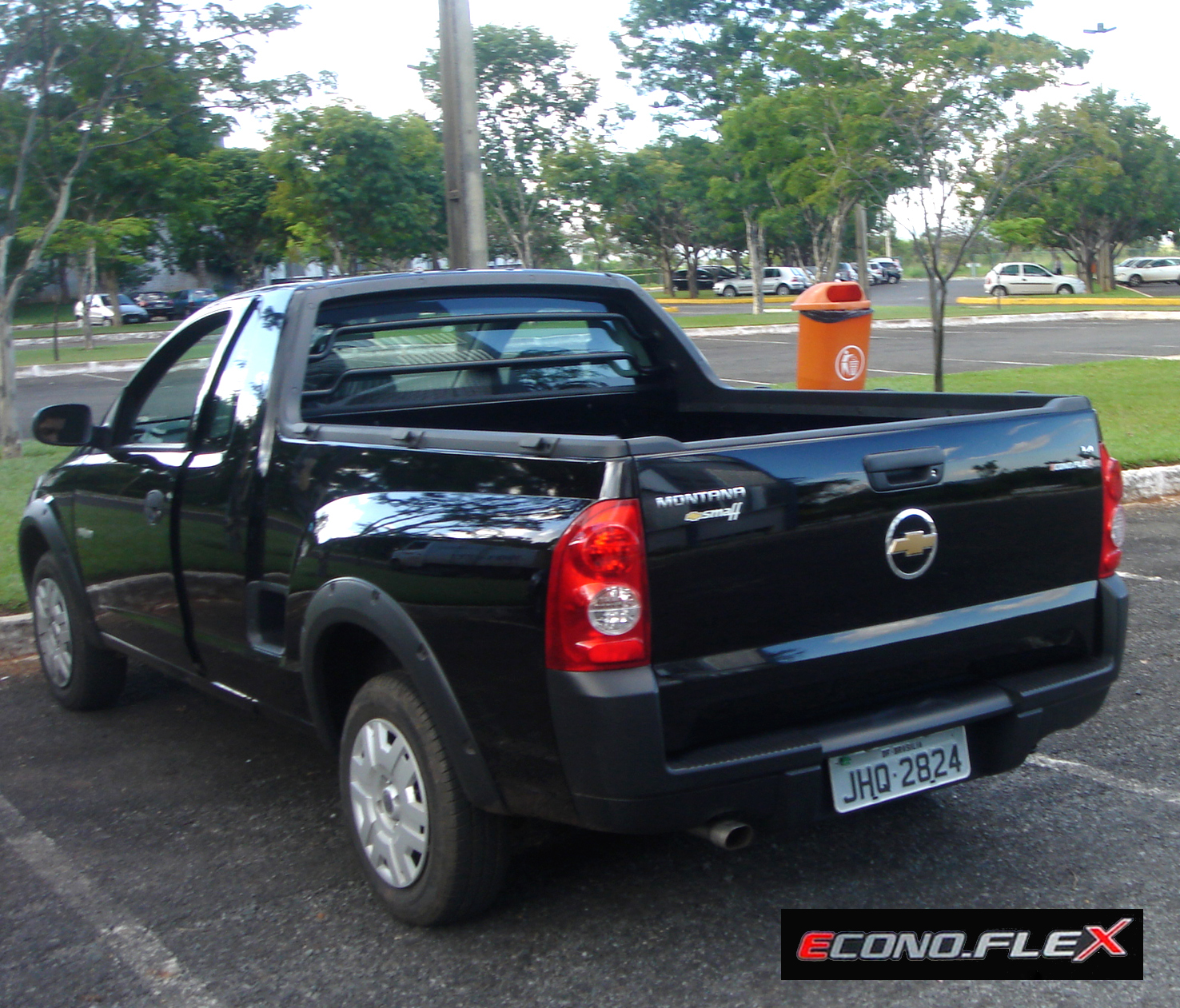
Chevrolet Montana EconoFlex(Versión brasileña).

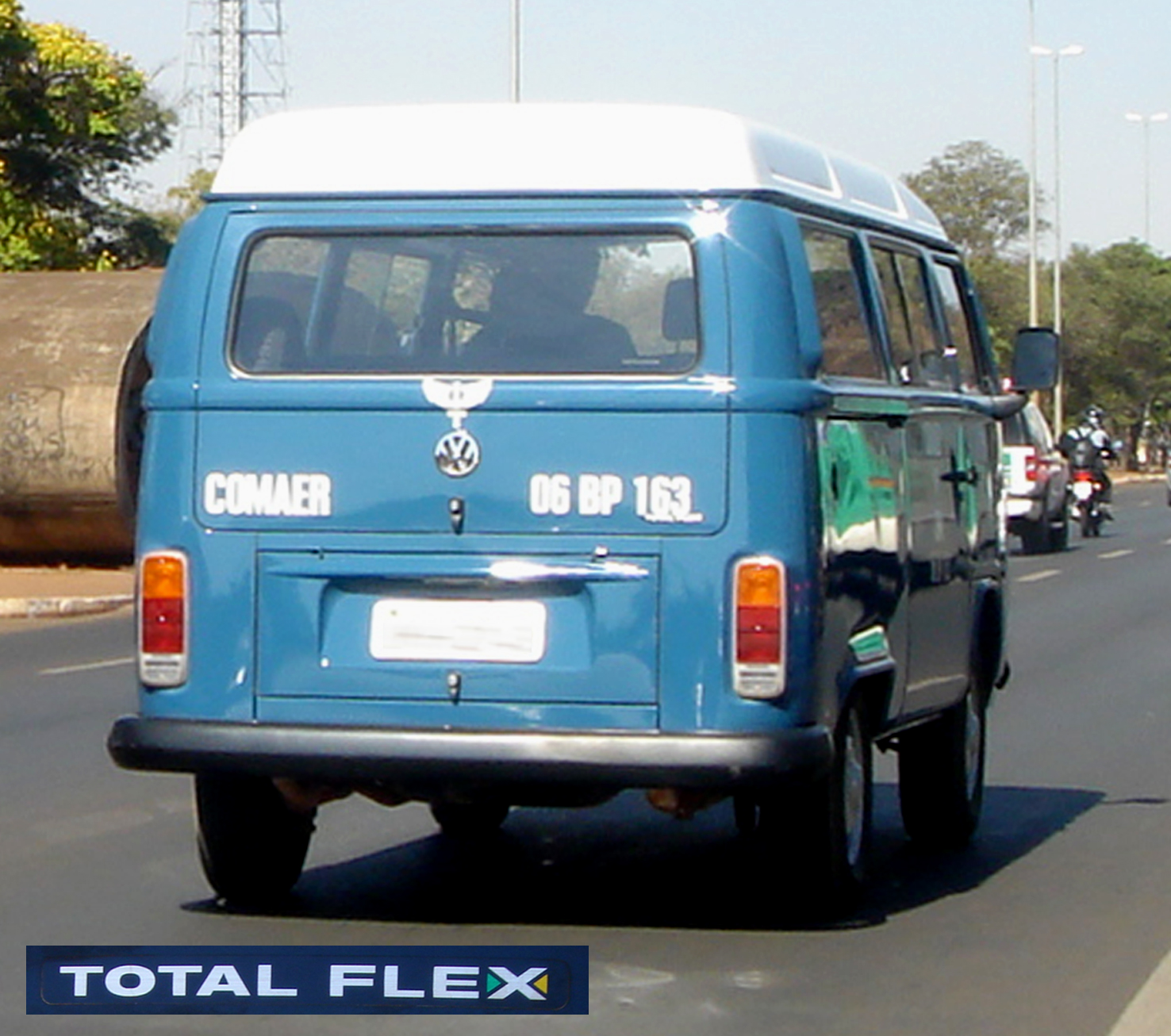
VW Tipo 2 TotalFlex(Versión brasileña, conocida como "Kombi").

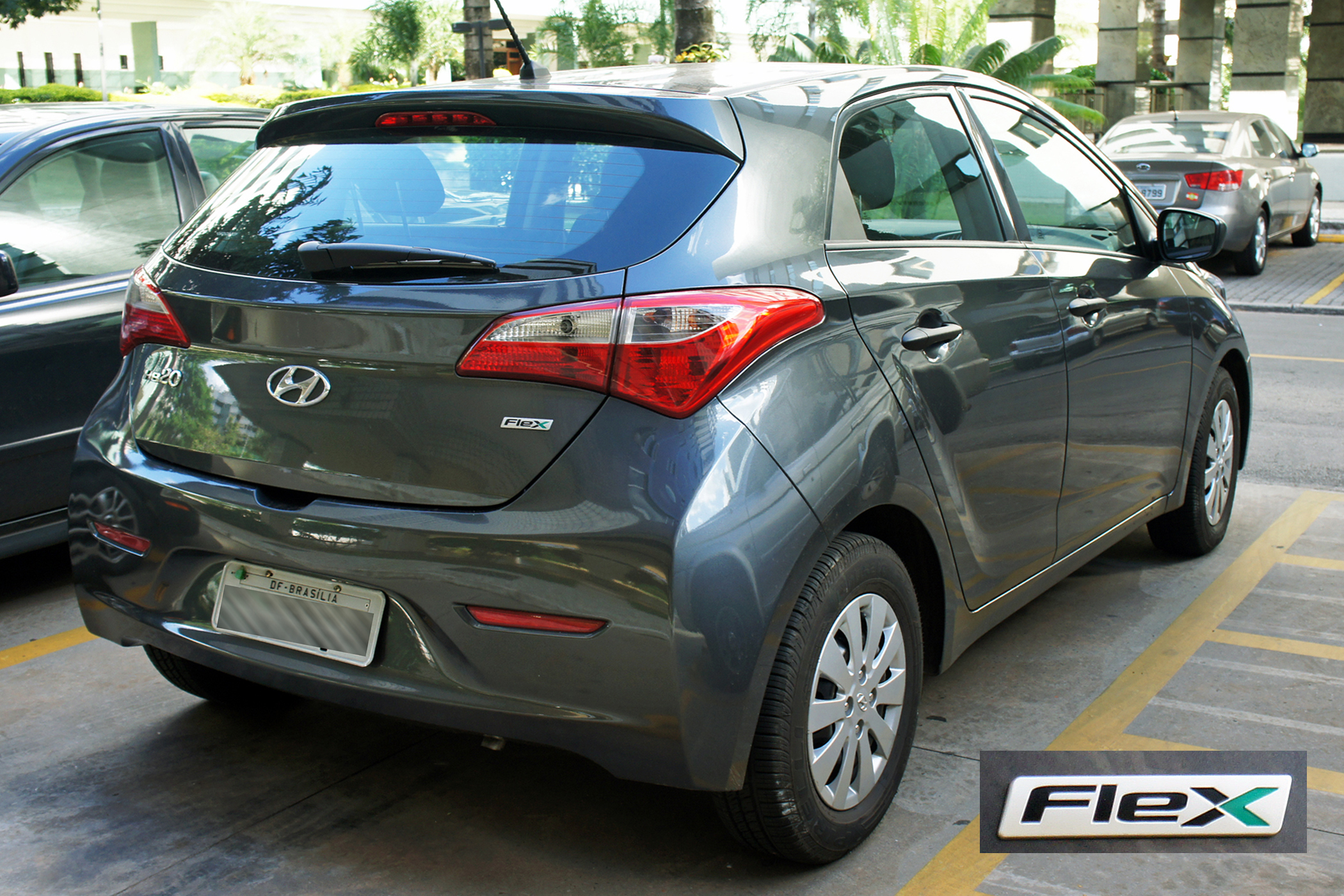
Hyundai HB20

La siguiente es una lista de automóviles de combustible flexible y vehículos ligeros disponibles en Brasil a partir de febrero de 2019.
- BMW

BMW X1, BMW X2
- Chevrolet

Cruze, Montana, Prisma, S10, Onix, Cobalto, Spin, Rastreador
- Citroën

C3, Salón C4, Cactus C4, Aircross, Berlingo
- Fiat

Doblò, Fin de Semana del Palio, Argo, Cronos, Gran Siena, Strada, Uno, Toro, Fiorino, Mobi, Uno
- Ford

EcoSport, Fiesta, Centrar, Fusión, Ka, CD Ford Ranger
- Honda

Ciudad, Cívico, Encajar, CR-V, HR-V, WR-V y cuatro motocicletas CG Titan Mix, Mezcla NXR 150 Bros, Flex de ventilador GC 150 y el BIZ 125 Flex
- Hyundai

Hyundai HB20, Hyundai Creta, Hyundai ix35
- Motores Kia

Picanto, Alma, Sportage, Cerato
- Mitsubishi

ASX
- Nissan

Sentra, Tiida, Marzo, Patada
- Peugeot

208, 308, 408, 2008
- Renault

Plumero, Logan, Sandero, Kwid, Captur
- Toyota

Toyota Corolla, Etios, Yaris, Hilux, SW4
- Volkswagen

CrossFox, Fox, Gol, Golf, Polo, Saveiro, Caja espacial, Hasta, Viaje, T-Cross, Tiguan, Virtus, Jetta
- Yamaha

Dos motocicletas Fazer 250 Blueflex y Ténéré 250 Blueflex.